# Parkettgolv

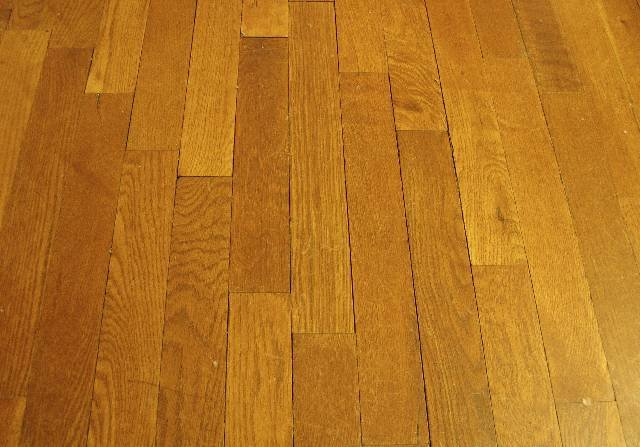
Stavparkett i ek

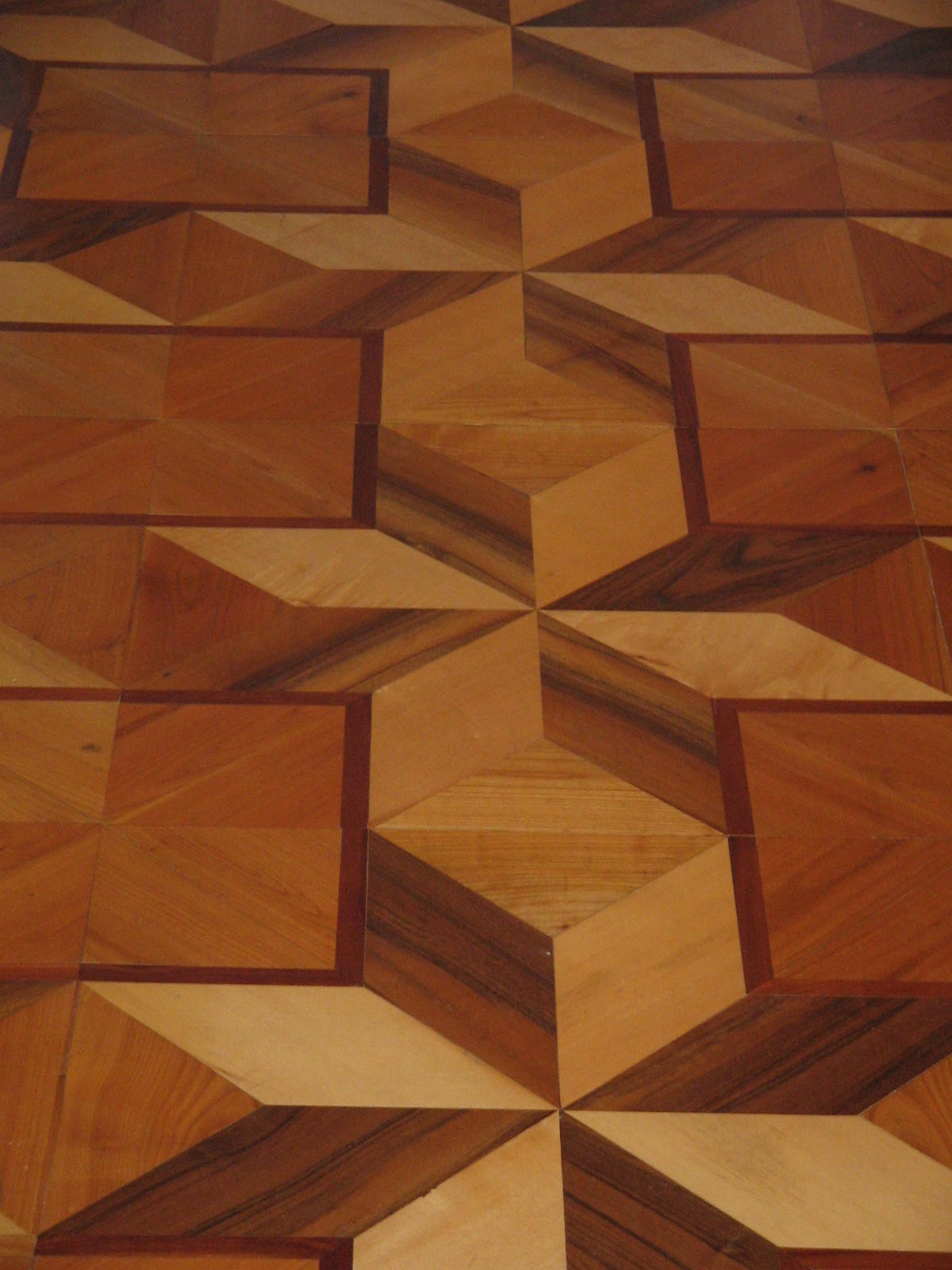
Exempel på parkettmönster i flera träslag

Parkettgolv var ursprungligen ett trägolv lagt av massiva stavar av ett eller flera träslag. Moderna varianter har oftast ett tunnare ytskikt med mönsterträ. Uppbyggt som ett lamellgolv, för att få minimal rörelse: skikt med ädelträ, på ett bärande lamellager, underlager i furu (oftast). Parkettgolv är fjädrande, men slitagekänsligare än t.ex. laminatgolv. De har ett slitskikt av ädelträ på 2,5-3,5 mm, och är därför slipbara. Ger ett behagligt utseende samt är ej så hårt att gå på som ett laminatgolv. Normal tjocklek: 12–15 mm, men finns även 22–23 mm för läggning direkt på reglar.